# Стракоша, Фото
Фотак «Фото» Стракоша (алб. Fotaq «Foto» Strakosha; род. 29 марта 1965, Тепелена) — албанский футболист, игравший на позиции вратаря, ныне тренер вратарей молодёжного состава в клубе «Лацио». Вратарь национальной сборной, её многолетний капитан.

## Карьера игрока

### Клубная
Воспитанник футбольной школы клуба «Минатори» (Тепелена). Выступал до 1990 года в Албании не только за «Минатори», но и за столичное тиранское «Динамо». В 1990 году, когда коммунисты оставили власть в Албании, Фото получил возможность уехать за границу. Он отправился в Грецию, где и прославился своими выступлениями. В его активе есть выступления за греческие клубы разных уровней, в том числе за «Олимпиакос» и «Паниониос». В составе первого клуба он выиграл Чемпионат Греции, а в составе второго — Кубок Греции (в финале 1998 года «Паниониос» выиграл у «Панатинаикоса» со счётом 1:0. Карьеру завершил в 2005 году, когда ему уже исполнилось 40 лет.

### В сборной
Свой дебютный матч провёл 30 мая 1990 против сборной Исландии. На тот момент ему было 25 лет и 62 дня. Причиной такого относительно позднего дебюта был избыток вратарей, которых постоянно проверяли тренеры сборной Албании: от ветерана Перлата Мусты до юного Бленди Наллбани. Албанцы проиграли встречу 0:2 и тем самым продлили свою безвыигрышную серию. Следующую игру он провёл только через год, уже после того, как на место тренера пришёл Бейкуш Бирче, заменивший Агрона Сулая. Во второй встрече Албания обыграла Грецию со счётом 2:0, и этот матч стал первым для Фото без пропущенных голов (дубль оформил Сокол Кушта). Всего он провёл 73 игры за сборную. Последний матч провёл 13 октября 2004 против Казахстана.

## Карьера тренера
До 2007 года Стракоша работал в штабе «Олимпиакоса» как тренер вратарей, с 2007 года работает в штабе кипрского АПОЭЛа и готовит вратарей. Как тренер имеет опыт выступления в Лиге чемпионов 2011/12.

## Достижения
«Динамо» (Тирана)
- Чемпион Албании: 1989/90
- Обладатель Кубка Албании (2): 1988/89, 1989/90
- Обладатель Суперкубка Албании: 1990

«Олимпиакос» (Пирей)
- Чемпион Греции: 1996/97

«Паниониос»
- Обладатель Кубка Греции: 1997/98

## Личная жизнь
Есть сын Томас, также профессиональный футболист, играющий на позиции вратаря в «Лацио». Сам Фото с семьёй проживает в Греции. Часто в СМИ утверждается о его греческих корнях, что он не подтверждает, но и не опровергает.

## Статистика выступлений засборную Албании[12]
| Год   | Игры | Голы |
| ----- | ---- | ---- |
| 1990  | 1    | 0    |
| 1991  | 2    | 0    |
| 1992  | 4    | 0    |
| 1993  | 2    | 0    |
| 1994  | 4    | 0    |
| 1995  | 6    | 0    |
| 1996  | 2    | 0    |
| 1997  | 6    | 0    |
| 1998  | 6    | 0    |
| 1999  | 7    | 0    |
| 2000  | 5    | 0    |
| 2001  | 6    | 0    |
| 2002  | 2    | 0    |
| 2003  | 11   | 0    |
| 2004  | 8    | 0    |
| 2005  | 1    | 0    |
| Итого | 73   | 0    |